# Kerstin Sandels
Kerstin Margareta Sandels, under en tid Sjöström, född 20 augusti 1944 i Solna, är en svensk jurist.

## Biografi
Sandels är dotter till juristen och direktören Gösta Sandels och Astrid, född Björklund. Efter studentexamen vid Lidingö läroverk 1964 studerade hon juridik vid Lunds universitet och blev juris kandidat där 1972. Fram till 2012 var hon verksam vid Juristhuset i Stockholm, som hennes make grundade 1972, men har också drivit egen advokatfirma. Kerstin Sandels är engagerad i flera bolagsstyrelser. Hon tillhör kärntruppen i 1,6 miljonerklubben.
Hon gifte sig 1968 med advokaten Henning Sjöström och tillsammans fick de 1976 dottern Lina Sandels Sjöström.